# Dobrodruzi z vesmíru
Dobrodruzi z vesmíru (v japonském originále 宇宙船サジタリウス tj. Vesmírná loď Střelec) jsou japonský kreslený sci-fi seriál vytvořený v letech 1986-1987 společností Nippon Animation, na motivy čtyřdílného italského komiksu, který vytvořil Andrea Romoli. Ačkoliv většina postav v seriálu jsou lidé ze Země, postavy jsou většinou zobrazovány jako antropomorfní zvířata, v některých případech mají mimozemské rysy.
V Československu byl poprvé vysílán roku 1991 na stanici OK3, repríza proběhla v letech 1992-1993 na stanici ČTV. Poté již v České republice vysílán nebyl.

## Příběh
Děj seriálu je zasazen do blízké budoucnosti planety Země, která se v mnohém podobá Zemi 20. století s výjimkou existence vesmírných letů a soukromých agentur zajišťující přepravu pasažérů i zboží mezi planetami. Seriál nemá žádnou velkou dějovou linku, která by se prolínala všemi episodami, zároveň se ale příběhy, které jsou seriálem vyprávěny, obvykle odehrávají přes tři až šest episod.
Hlavními hrdiny je pětice astronautů, kteří provozují nákladní vesmírnou loď Střelec. Astronauti sami nejsou nijak idealizováni, naopak mají své nedostatky a chyby, které ovlivňují jejich chování a rozhodování v různých situacích. Podobně neideální je i obchodní společnost, v níž pracují. Ta hned v začátku seriálu vyhlásí úpadek a hrdinové poté zakládají společnost vlastní, která ale také zápasí s nedostatkem financí a zakázek. Rovněž i loď Střelec má k ideálu daleko a je vlastní posádkou nejednou označena za starý krám patřící do šrotu. Přes všechny tyto nedostatky a mnohdy i vzájemné názorové neshody jsou astronauti přáteli, kteří při sobě stojí a mají rádi i svou loď.
V průběhu seriálu se hrdinové v příbězích střetávají s různými tématy, jako je například pirátství, hrozba jaderné války, nebo ochrana životního prostředí a ohrožených druhů.

## Postavy

### Toppy
Toppy (v originále トッピー) je velitelem posádky lodi a po založení vlastní vesmírné agentury vystupuje jako její předseda. Ke své práci se staví zodpovědně a krom velkého smyslu pro spravedlnost má i silný vztah ke své rodině. Hned na začátku seriálu mu jeho žena Brigita porodí první dítě, dceru, které dá jméno Živěnka. Je ale zároveň hrdý na své povolání vesmírného pilota a navzdory občasným finančním obtížím odmítá věnovat se jinému zaměstnání.
Česky jej daboval Jiří Prager.

### Rana
Rana (v originále ラナ) je druhým pilotem lodi a se svojí manželkou Narou má sedm dětí. Jeho láska k dětem a starosti o zabezpečení rodiny nezřídka ovlivňují jeho rozhodování. Krom rodiny mezi časté jeho myšlenky patří jídlo, konkrétně zapékané nudle (lasagne). Bývá občas také nerudný a snadno se rozčílí, kvůli čemuž se nezřídka dostává do konfliktu s ostatními členy posádky, nebo tím způsobí komplikace u místních obyvatel planety. Někdy projevuje známky sobectví, přesto ale nakonec nikdy nenechá přátele na holičkách.
Česky jej daboval Michal Pavlata.

### Gerard
Gerard (v originále ジラフ; Giraffe) z počátku nevystupuje jako člen posádky ale jako zákazník. Je vědec s velkými znalostmi historie, archeologie, chemie i zemědělství. Protože se však jeho vědecká kariéra nevyvíjí dobře, stane se členem posádky, s níž se během prvního dobrodružství spřátelil. Jeho činy jsou často motivovány snahou zapůsobit na svoji snoubenku (a později manželku) profesorku Annu, případně tvrdohlavou snahou získat prostředky, aby nemusel být na své ženě finančně závislý. V mnoha situacích působí dojmem zbabělce, přesto ale pokud si něco umane, jde za tím s rozhodností, kterou překvapí i své přátele.
Česky jej daboval Petr Pospíchal.

### Sibep
Sibep (v originále シビップ; Sebeep) je jediný mimozemšťan v posádce. Pochází z planety Vega III a hrdinové seriálu se s ní seznámí hned v prvním příběhu seriálu, aby je od té doby doprovázela při všech jejich dalších dobrodružstvích. V mnoha situacích pomáhá s překládáním z cizích jazyků, sama však mluví poněkud lámaným pozemským jazykem a často odpovídá pouze slovem „pipo“. Má velké hudební nadání a téměř vždy s sebou nosí loutnu. Její zpěv při nejedné příležitosti pomohl uklidnit vypjatou situaci. V japonském originále je chlapcem.
Česky ji dabovala Inka Šecová.

### Profesorka Anna
Profesorka Anna (v originále アン教授) pracuje ve vědeckém institutu a často cestuje na cizí planety, kde provádí výzkum a hledá důkazy pro své teorie. V zájmu svého výzkumu je ochotná se vrnout i do velkého nebezpečí a odmítá se vrátit, dokud nedokončí své výzkumy.
Česky ji dabovala Ljuba Krbová.

## Seznam episod
| #   | Český název                       | Japonský název                       | Příběh          |
| --- | --------------------------------- | ------------------------------------ | --------------- |
| 1.  | Hledání profesorky Anny           | 消えた美人教授を追え!                | o Veze III      |
| 2.  | Sibep, tajemný mimozemšťan        | 謎の異性人!?シビップ現わる           | o Veze III      |
| 3.  | Topyho krize                      | 追跡！トッピー危機一髪               | o Veze III      |
| 4.  | Létající hadi a mládě nestvůry    | 空飛ぶ蛇！赤ちゃん怪獣を救え         | o Veze III      |
| 5.  | Laylala, podivná vesnice          | ライララ村は不思議な村               | o Veze III      |
| 6.  | Tajná zbraň profesorky Anny       | アン教授の恋の秘密兵器               | o Veze III      |
| 7.  | Bez rozepří štěstí není           | ケンカをやって幸せになろう           | o Veze III      |
| 8.  | Krásný život                      | 強盗こそすてきな商売!                | o Veze III      |
| 9.  | Démon hory                        | 死の山の魔王の正体は?                | o Veze III      |
| 10. | Děti svým rodičům nerozumí        | 子供にわからない親の気持ち           | o Veze III      |
| 11. | Útok vznášejícího se muže         | 謎の消える怪獣・ガルの襲撃           | o Veze III      |
| 12. | Sibepin ďábel                     | 意外、シビップは魔王の変身!          | o Veze III      |
| 13. | Sibepina prostá píseň             | まさか！シビップの歌のヒミツ         | o Veze III      |
| 14. | Parbara, princezna z Maglocku     | 未知の星の王女パルバラ姫             | o Parbaře       |
| 15. | Zajatci kosmického hřbitova       | 逃げたらあかん！魔王のワナだ         | o Parbaře       |
| 16. | V zahradě snů                     | 花に酔ったらおしましよ               | o Parbaře       |
| 17. | Mé druhé já a tvé druhé ty        | ナント！もうひとりの僕が…君がいる    | o Parbaře       |
| 18. | Les pláče, země krvácí            | 森が泣く！地面が血を流す             | o Parbaře       |
| 19. | Všemocná zbraň                    | 最終兵器スイードの謎                 | o Parbaře       |
| 20. | Vegetariánské nudle               | 肉がなくてもラザニアは最高の味       | o Lulu          |
| 21. | Tajemství jeskyně                 | 子供を返せ！恋人に逢いたい           | o Lulu          |
| 22. | Nemožná láska                     | えっ！ルルとジラフは傘マーク         | o Lulu          |
| 23. | Jak jste hezká, slečno Rano       | 美女になったラナ子さん               | o Lulu          |
| 24. | Smrt a život                      | 死んだふりして死んだラナ !?          | o Lulu          |
| 25. | Zrada                             | 銃声に消えた幻のトランペット         | o Lulu          |
| 26. | Mocná zbraň                       | 最終兵器に勝った武器                 | o Lulu          |
| 27. | Dimo, podivuhodné stvoření        | 消えゆく珍獣ダイム登場               | o Dimovi        |
| 28. | Frankenstein a Dimo               | 怪物を可愛い息子と言う老婆           | o Dimovi        |
| 29. | Sibep v cirkuse                   | ダイムの皮膚を狙え!                  | o Dimovi        |
| 30. | Rana, estrádní hvězda             | スター誕生！ラナ舞い上がる           | o Dimovi        |
| 31. | Franken dostává rozum             | 怪物フランケンの裏切り               | o Dimovi        |
| 32. | Tryzna za vymírající druhy zvířat | 滅びゆく動物たちに捧げる挽歌         | o Dimovi        |
| 33. | Planeta přízrak                   | 死の惑星のすすり泣くオルガン         | o Orloganech    |
| 34. | Socha žije a útočí                | 石像が動いた！襲ってくる…            | o Orloganech    |
| 35. | Bůh mstitel                       | “働ケナイ者ハ消セ!”                  | o Orloganech    |
| 36. | To zpívá siréna a nebo Sibep?     | 死を呼ぶサイレンvsシビップの歌       | o Orloganech    |
| 37. | Řešení hádanky                    | 焼却炉に捨てられた謎の物体Z          | o doktorce Moře |
| 38. | Nebezpečný spad                   | 巨人シビップを撃ったラナ             | o doktorce Moře |
| 39. | Ke mně                            | 絶体絶命！遂に…死の灰の汚染          | o doktorce Moře |
| 40. | Piráti vesmíru                    | 男の嫉妬で海賊退治                   | o pokladu       |
| 41. | Překvapení                        | えっ！海賊の正体はマルク社長         | o pokladu       |
| 42. | Labyrint                          | 迷宮の黄金伝説                       | o pokladu       |
| 43. | Láska vítězí                      | 黄金伝説の意外な秘密                 | o pokladu       |
| 44. | Snoubenka Don Chuana              | ウッソォ！ジラフが二重結婚!?         | o Kepocích      |
| 45. | Zkusíme to s dvořením             | ナント！新婚旅行が離婚旅行           | o Kepocích      |
| 46. | Jedna a jedna jsou dvě            | 火炎放射器に勝った焼きイモ           | o Kepocích      |
| 47. | Prezident a nestvůrný pták        | 怪鳥パラドンをあやつる大統領         | o Paradonech    |
| 48. | Tajemství Paradonů                | 砲弾が…雪崩が…怪鳥が襲う!            | o Paradonech    |
| 49. | Paradon versus prezident          | 死刑台のパラドン祭り                 | o Paradonech    |
| 50. | Otrávená radost                   | 消えたラナ！うまいスープの罠         | o Paranoe       |
| 51. | Pekelný ráj                       | 超美人パラノアの恐るべき正体         | o Paranoe       |
| 52. | Léčivý hmyz                       | トッピーを噛め！猛毒昆虫!            | o Paranoe       |
| 53. | Nebojácná Karina                  | 113才の子供カリン登場!!              | o Karině (1)    |
| 54. | Pronásledováni špiony             | 女スパイを母と慕うカリン             | o Karině (1)    |
| 55. | Hořké slzy                        | カリンの最後！シビップ泣く           | o Karině (1)    |
| 56. | Kde jsi, Sibep?                   | 助けてェ～ペポ!!シビップ故郷へ       | o Karině (2)    |
| 57. | Sibep prodána v dražbě            | お願い!!シビップ買って下さい         | o Karině (2)    |
| 58. | Nashledanou, Sibep                | 遂に、シビップはく製になる…!?        | o Karině (2)    |
| 59. | Pověst o Derdanech                | アン教授・怪物デルダンのいけにえに…  | o Derdanech     |
| 60. | Ranovo sólo                       | ラナ怪物退治の神様になる             | o Derdanech     |
| 61. | Vážné nedorozumění                | アッと驚く怪物デルダンの意外な正体   | o Derdanech     |
| 62. | Dvojčata na válečné noze          | 国境の壁になったサジタリウス号       | o Elen          |
| 63. | Všechno se spiklo proti nám       | 女王をもてあそぶゴゼット教師の陰謀   | o Elen          |
| 64. | Smíření na jedničku               | ゴゼット教師遂に国王となる!          | o Elen          |
| 65. | Podivní cestující                 | 3人の奇妙な乗客と死の星への不時着!?  | o Lily          |
| 66. | Tajemství                         | トッピーを見殺しにしたトライ少佐     | o Lily          |
| 67. | Hoří                              | 札束で防げ！カニロボットの襲撃       | o Lily          |
| 68. | Poklad bude náš                   | やったあ！宇宙一の宝石を発見         | o Andromedě     |
| 69. | Chamtivci                         | 俺達はぜい沢ざんまい大金持ち         | o Andromedě     |
| 70. | Kdo prohraje, vyhrává             | 心まどわす秘宝の恐ろしい輝き         | o Andromedě     |
| 71. | Únos Střelce                      | えっ！ハイジャック犯人はC級の少年    | o Toniovi       |
| 72. | Výbuch na obzoru                  | 第七惑星は天国れずか地獄れずか?      | o Toniovi       |
| 73. | S rizikem se počítá               | 生きぬけ！がんばれ！カメの赤ちゃん   | o Toniovi       |
| 74. | Naděje umírá poslední             | いちかばちか！トッピー遂に死の輸送便 | o Isizovi       |
| 75. | Topy nemá štěstí                  | 便利舎解散！全員ばらばらトラバーユ   | o Isizovi       |
| 76. | Ztracen ve vesmíru                | 暗黒の宇宙へ一人で消えたトッピー     | o Isizovi       |
| 77. | Věčné přátelství                  | 別人？記憶喪失？うりふたつのトッピー | o Isizovi       |

## Zajímavosti
Při vytváření české verze se nevycházelo z japonského originálu, ale z francouzské verze Les Aventuriers de l'espace, seriál tak byl na OK3 vysílán s francouzskou úvodní znělkou. Český dabing byl vytvořen narychlo a v pozadí byly slyšet francouzské hlasy. Nešlo však o jednohlasý monotónní dabing, každá postava měla svůj vlastní hlas a každý dabér dával do svého hlasu emoce a náladu odpovídající situaci.
Seriál byl ve své době natolik populární, že se v roce 2010 povedlo pomocí soukromých VHS nahrávek zkompletovat český dabing ke všem 77 dílům. Nyní je tedy seriál neoficiálně dostupný v původním českém znění.